# Irlanda en los Juegos Olímpicos de Pekín 2022
Irlanda estuvo representada en los Juegos Olímpicos de Pekín 2022 por un total de seis deportistas que competirán en cinco deportes. Responsable del equipo olímpico es el Concejo Olímpico de Irlanda, así como las federaciones deportivas nacionales de cada deporte con participación.
Los portadores de la bandera en la ceremonia de apertura fueron el esquiador acrobático Brendan Newby y la piloto de luge Elsa Desmond. El equipo olímpico irlandés no obtuvo ninguna medalla en estos Juegos.